# Зоиров, Шахобиддин Шокирович
Шахобидди́н Шоки́рович Зои́ров (узб. Shahobiddin Shokirovich Zoirov; 3 марта 1993 года) — узбекский боксёр. Чемпион Олимпийских игр (2016), чемпион мира (2019), серебряный призёр Азиатских игр (2014), чемпион Азии (2021), двукратный серебряный призёр чемпионата Азии (2013, 2015), победитель и призёр международных и национальных турниров в любителях.
Обладатель почётного звания «Узбекистон ифтихори» (2016). Кавалер ордена «Соглом авлод учун» I степени (2021).

## Любительская карьера
В сентябре 2019 года на чемпионате мира в Екатеринбурге, Шахобиддин дошёл до финала в котором победил боксёра из Индии Амита Пангала став чемпионом мира по боксу.

## Профессиональная карьера
В феврале 2019 года Зоиров перешёл в профессионалы, подписав контракт с британской промоутерской компанией «MTK Global».
5 апреля 2019 года он успешно дебютировал на профи-ринге, приняв участие в вечере бокса в Дубае (ОАЭ). Его соперником во втором легчайшем весе 55,225 кг (122 фунта, super bantamweight) стал индонезиец Энтони Холт (5-4-1, 3 КО) . Бой завершился победой Шахобиддина нокаутом уже на 19-й секунде.